# 水沢澄夫

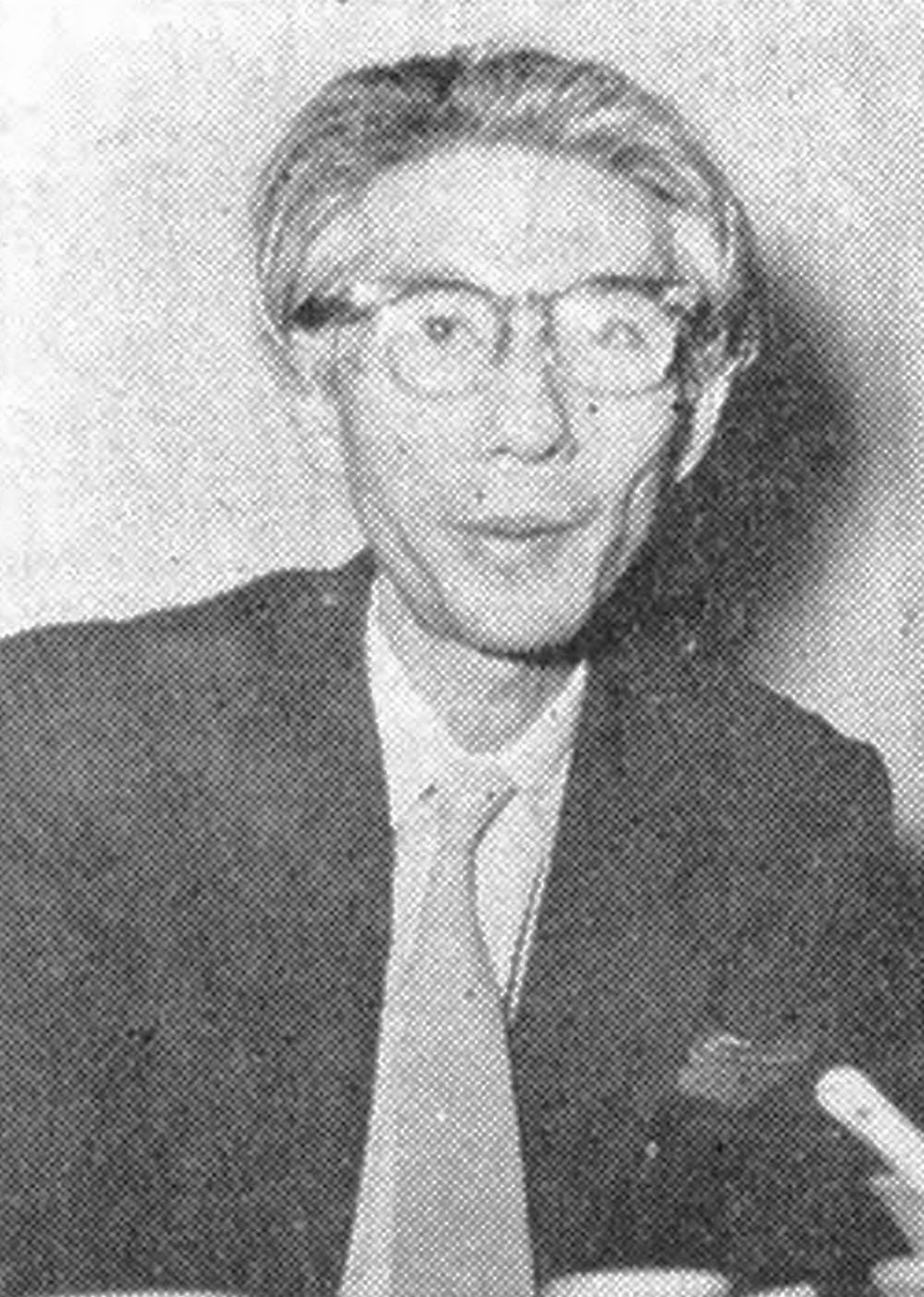
水沢澄夫

水沢 澄夫（みずさわ すみお、1905年8月14日 - 1975年2月13日）は、日本の美術評論家。
米軍占領下、朝鮮戦争開始前後の激動期に日本美術会の書記長に選出される。
戦後、『芸術新潮』、『三彩』、『古美術』、『美術手帖』、『みづゑ』、日本美術会の機関誌『BBBB.』に評論、美術史論文などを発表した。
実践女子大学講師や町田市立郷土資料館初代館長を務めた。

## 経歴
- 1931年から約1年、柳宗悦の民藝運動に関わる。その後美術雑誌『宝雲』の編集に携わる[1]。
- 1939年、土門拳を室生寺に案内する。同年、アトリヱ社「東洋美術文庫第24巻　鉄斎」刊行[2]。
- 1940年12月6日、土方定一らの「美術問題研究会」の結成に参加[3]。
- 1941年、「美術覚書」を昭森社から刊行[4]。
- 1949年から翌年までの激動期に日本美術会の書記長を務めた。
- 1951年、中谷泰を日本美術会に誘う[5]。
- 1958年、中国での『光琳展』開催に関わる[1]。
- 1959年、『エジプト美術展』の日本での開催に関わる[1]。
- 1973年から町田市立郷土資料館初代館長。

## 主な著書
- 『近代画の歩み』（美術出版社、1952年）
- 『エジプトの美術』（社会思想社、1963年）
- 『浄瑠璃寺』（中央公論美術出版、1964年）
- 『広隆寺』（中央公論美術出版、1965年）
- 『秋篠寺』（中央公論美術出版、1968年）